# Tằng cẩu
Tằng cẩu hay búi tóc trên đỉnh đầu là một luật tục của đồng bào dân tộc Thái đen. Phụ nữ người Thái đen khi lấy chồng, theo phong tục phải búi tóc lên trên đỉnh đầu. Tóc trên Tằng Cẩu là tóc rụng của chính cô gái thái, và một phần tóc của mẹ chồng cho. Tằng cẩu càng lớn chứng tỏ gia đình hoà thuận ấm no trong gia đình. Tằng cẩu là dấu hiệu để phân biệt giữa phụ nữ có chồng và chưa chồng. Một mặt tằng cẩu thể hiện sự thủy chung của người phụ nữ, mặt khác là cách tôn trọng chồng và gia đình nhà chồng. Khi lấy chồng, người ta tổ chức trang trọng lễ tằng cẩu.
Khi chồng còn sống thì Tằng Cẩu búi ở giữa đỉnh đầu, khi chồng chết thì Tằng Cẩu búi về bên phải, lấy chồng lần 2 thì búi về bên trái.